# OTI 1997
Il ventiseiesimo Festival della canzone iberoamericana si tenne a Lima, in Perù il 24 e 25 ottobre 1997 e fu vinto da Iridián che rappresentava il Messico.

## Classifica
| Paese                           | Artista            | Canzone                    | Posizione |
| Messico                         | Iridián            | Se diga lo que se diga     | 1         |
| Costa Rica                      | Erik León          | La hora cero               | 2         |
| Spagna                          | La Plata           | Como humo de tabaco        | 3         |
| Venezuela                       | Félix Valentino    | Nada igual que tu amor     | F         |
| Cile                            | Rachel             | Nunca sabrás cuanto te amo | F         |
| Paraguay                        | Cecilia Huret      | Las cuentas claras         | F         |
| Cuba                            | Tania Tania        | Golondrina                 | F         |
| Rep. Dominicana                 | Audrey Campos      | El amor que tuve           | F         |
| Perù                            | Fabiola de la Cuba | Un lugar sin fronteras     | F         |
| Argentina                       | Raúl Lavié         | Sin tu mitad               | F         |
| Uruguay                         | Javier Fernández   | Sin tu amor                |           |
| Portogallo                      | Agata              | Abandonada                 |           |
| Ecuador                         | Luis Caicedo       | Te quiero                  |           |
| Stati Uniti                     | Luis Damón         | Piel de azúcar             |           |
| El Salvador                     | Rafael Alfaro      | Cantándole a la vida       |           |
| Bolivia                         | Crissel Bolívar    | El lugar dónde te amé      |           |
| Colombia                        | Andrés Cavas       | Mis amigos                 |           |
| Nicaragua                       | Keyla              | Minuto a minuto            |           |
| Guatemala                       | Francisco Calvillo | Inocencia perdida          |           |
| Panama                          | Ricardo y Alberto  | De qué nos vale            |           |
| Honduras                        | Tony Castellanos   | ¿Dónde está el amor?       |           |
| Porto Rico                      | Ángel Góel Peña    | Almas solas                |           |
| Luogo: Plaza Mayor - Lima, Perù |                    |                            |           |